# 小行星7096
小行星7096（英語：7096 Napier）是一颗围绕太阳公转的小行星。1992年11月3日，罗伯特·H·麦克诺特在赛丁泉山发现了此天体。
这颗小行星的绝对星等为254.9304735064753等。